# Ủy ban châu Âu
Ủy ban châu Âu (tên chính thức Ủy ban các cộng đồng châu Âu) (tiếng Anh: European Commission, tiếng Đức: Europäische Kommission) là cơ quan cao nhất ngành hành pháp của Liên minh châu Âu. Ủy ban này chịu trách nhiệm về đề nghị lập pháp, thi hành các quyết định, duy trì các hiệp ước Liên minh châu Âu và điều hành công việc chung hàng ngày của Liên minh.

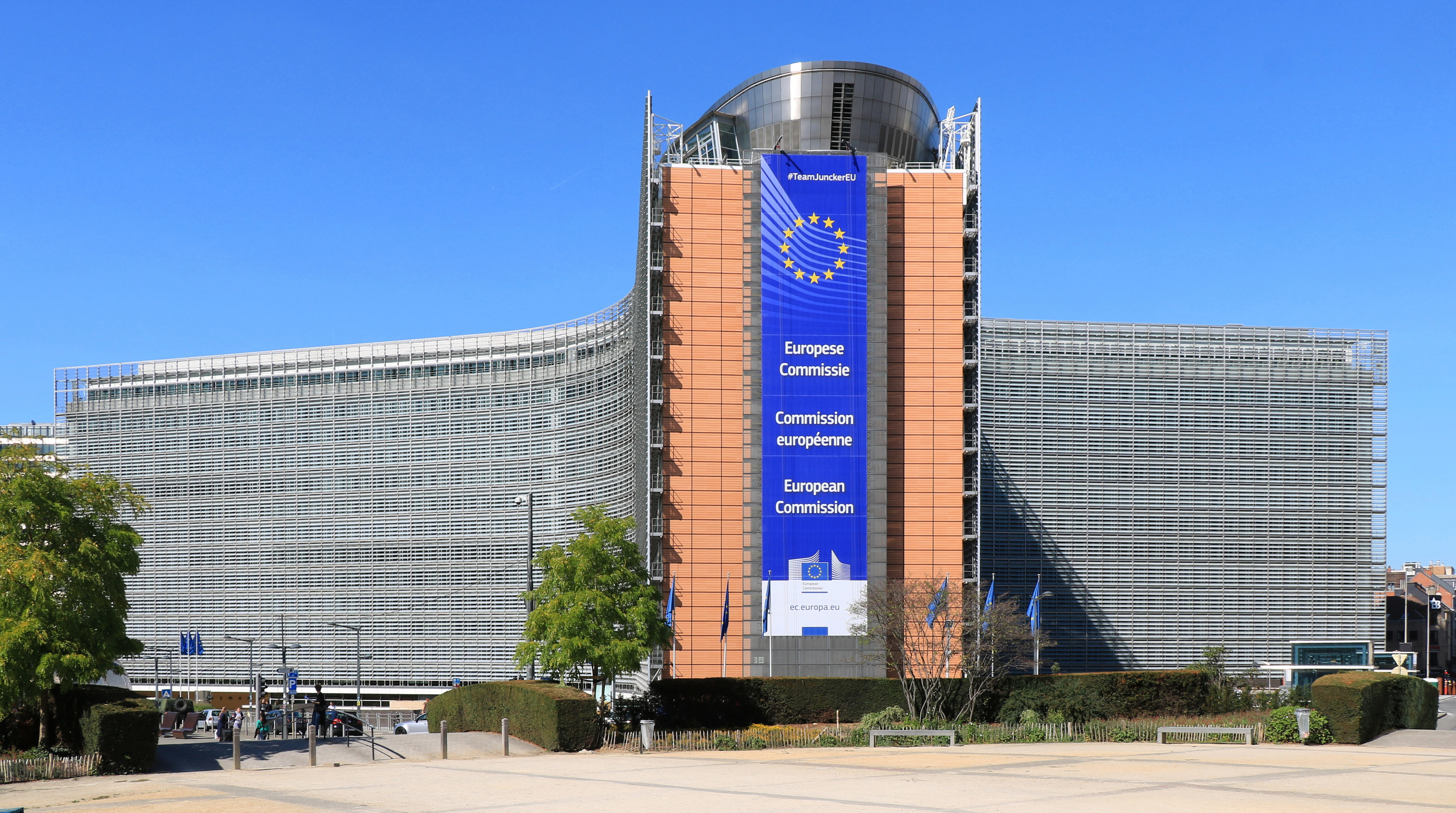
Ủy ban châu Âu, Bruxelles

Ủy ban hoạt động theo phương pháp một nội các chính phủ, với 27 ủy viên châu Âu. Mỗi nước thành viên trong Liên minh có một ủy viên, tuy nhiên các ủy viên này buộc phải đại diện cho các quyền lợi của toàn Liên minh, hơn là quyền lợi của nước mình. Một trong số 27 uỷ viên làm chủ tịch Ủy ban châu Âu (Jean-Claude Juncker) được bổ nhiệm bởi Hội đồng châu Âu với sự đồng ý của Nghị viện châu Âu. Chủ tịch Jean-Claude Juncker nhận chức ngày 1.11.2014 trong nhiệm kỳ 5 năm.
Từ "Ủy ban" có thể có nghĩa là Đoàn ủy viên như nói trên, hoặc nghĩa rộng hơn là cơ quan thể chế của Liên minh, gồm cả cơ quan hành chính quản trị khoảng 25.000 người thuộc ban gọi là Nha Tổng Giám đốc. Ủy ban có trụ sở chính ở tòa nhà Berlaymont tại thành phố Bruxelles và ngôn ngữ làm việc trong nội bộ cơ quan là tiếng Anh, tiếng Pháp và tiếng Đức.

## Lịch sử
Ủy ban châu Âu bắt nguồn từ một trong 5 thể chế then chốt được thiết lập trong hệ thống siêu quốc gia Cộng đồng châu Âu, theo đề nghị của Robert Schuman, bộ trưởng ngoại giao Pháp, ngày 9.5.1950. Bắt đầu từ năm 1951 dưới tên Giới chức cấp cao trong Cộng đồng Than Thép châu Âu, Ủy ban đã trải qua nhiều sự thay đổi về quyền hành và cơ cấu dưới thời các chủ tịch bao gồm 3 Cộng đồng.

### Việc thành lập
Ủy ban đầu tiên bắt đầu từ năm 1951 là 9 thành viên của "Giới chức cấp cao của Cộng đồng Than Thép châu Âu" dưới quyền chủ tịch Jean Monnet. Giới chức cấp cao là cơ quan hành pháp siêu quốc gia của Cộng đồng Than Thép châu Âu mới, nhận nhiệm vụ từ ngày 10.8.1952 ở Luxembourg. Năm 1958 Các hiệp ước Rome đã lập ra 2 Cộng đồng mới là Cộng đồng Kinh tế châu Âu (EEC) và Cộng đồng Năng lượng nguyên tử châu Âu (Euratom), và cơ quan hành pháp của 2 cộng đồng mới này được gọi là các "ủy ban" chứ không là "Giới chức cấp cao". Nguyên nhân của việc thay đổi tên là các mối quan hệ mới giữa cơ quan hành pháp và Hội đồng châu Âu. Vài nước, như Pháp chẳng hạn, bày tỏ sự dè dặt về quyền của Giới chức cấp cao và muốn hạn chế, đồng thời trao thêm quyền cho Hội đồng hơn là cơ quan hành pháp mới.
Louis Armand lãnh đạo Ủy ban Armand (ủy ban đầu tiên của Cộng đồng Năng lượng nguyên tử châu Âu). Walter Hallstein lãnh đạo Ủy ban Hallstein (ủy ban đầu tiên của Cộng đồng Kinh tế châu Âu), tổ chức cuộc họp chính thức đầu tiên ngày 16.1.1958 tại Lâu đài Valley of the Duchess (Bỉ). Hội nghị này hoàn tất một hiệp định thỏa thuận về giá ngũ cốc luôn gây tranh cãi, cũng như gây ấn tượng tốt đối với các nước thứ ba khi lần đầu tham gia cuộc đàm phán quốc tế, Vòng Kennedy của các cuộc thương thuyết về Hiệp ước chung về thuế quan và mậu dịch (GATT). Đáng chú ý là Hallstein đã bắt đầu củng cố Luật châu Âu và bắt đầu có sự va chạm đáng kể tới luật pháp quốc gia. Ban đầu, ủy ban của ông ta đã hơi thận trọng, nhưng với sự giúp đỡ của Tòa án Cộng đồng châu Âu, ủy ban của ông ta đã tỏ rõ quyền hành vững chắc, đủ để cho phép các ủy ban nối tiếp được coi trọng hơn. Tuy nhiên, năm 1965 các khác biệt giữa chính phủ Pháp của Charles de Gaulle và các nước thành viên khác chồng chất lên (về đơn xin gia nhập của Anh, về bầu cử trực tiếp Nghị viện châu Âu, kế hoạch Fouchet của Pháp và ngân sách) đã gây cho Ủy ban Hallstein cuộc khủng hoảng bỏ trống ghế (của Pháp) về các đề nghị cho Chính sách Nông nghiệp chung. Mặc dù cuộc khủng hoảng thể chế đã được giải quyết trong các năm sau, nhưng đã khiến cho Etienne Hirsch mất chức chủ tịch Euratom và sau đó, chức chủ tịch EEC của Walter Hallstein, dù rằng ông ta được coi là nhà lãnh đạo năng động nhất cho tới Jacques Delors.

### Phát triển ban đầu
Cả ba cơ quan tồn tại song song tới ngày 1.7.1967 khi có Hiệp ước Hợp nhất, thì hợp lại thành một cơ quan dưới sự lãnh đạo của chủ tịch Jean Rey. Do việc hợp nhất nên Ủy ban Rey tạm tăng lên 14 ủy viên, tuy nhiên tất cả các ủy ban sau này đều giảm xuống còn 9 ủy viên, theo công thức mỗi nước nhỏ 1 ủy viên và nước lớn 2 ủy viên. Ủy ban Rey đã hoàn thành việc lập liên minh thuế quan của Cộng đồng vào năm 1968 và đấu tranh cho một Nghị viện châu Âu được dân bầu và có nhiều quyền hơn. Dù Rey là chủ tịch ủy ban đầu tiên của cả ba cộng đồng hợp nhất, nhưng Hallstein mới được coi là chủ tịch đầu tiên của Ủy ban hiện đại.
Ủy ban Malfatti và Ủy ban Mansholt tiếp tục làm việc cho sự hợp tác tiền tệ và việc mở rộng Cộng đồng đầu tiên về phía bắc năm 1973. Với việc mở rộng này, số ủy viên của Ủy ban tăng lên thành 13 người trong thời Ủy ban Ortoli (Vương quốc Anh là nước thành viên lớn, được cử 2 ủy viên), nhằm xử lý Cộng đồng mở rộng trong thời kỳ bất ổn kinh tế và quốc tế lúc đó. Việc tiêu biểu bề ngoài của Cộng đồng đã tiến lên một bước khi chủ tịch Roy Jenkins trở thành chủ tịch đầu tiên tham dự cuộc họp thượng đỉnh G8 nhân danh Cộng đồng. Tiếp theo Ủy ban Jenkins, Ủy ban Thorn đã tiến hành việc mở rộng Cộng đồng xuống phía nam, và bắt đầu lập ra luật chung châu Âu.

### Delors và Santer
Một trong số Ủy ban nổi tiếng nhất là Ủy ban Delors, do Jacques Delors lãnh đạo, đã mang lại cho Cộng đồng tính năng động. Delors và đồng đội của mình cũng được coi là các người cha sáng lập đồng euro". Báo International Herald Tribune đã ghi nhận việc làm của Delors ở giai đoạn cuối nhiệm kỳ 2 năm 1992: "Ngài Delors đã cứu Cộng đồng châu Âu khỏi tình trạng ù lì. Ông ta đã tới trong lúc chủ nghĩa bi quan về châu Âu đạt tới điểm xấu nhất. Mặc dù ông ta chỉ là một cựu bộ trưởng tài chính Pháp ít nổi tiếng, ông ta đã đem lại sức sống và hy vọng cho Cộng đồng châu Âu và Ủy ban Bruxelles đã mất nhuệ khí. Trong nhiệm kỳ thứ nhất, từ 1985 tới 1988, ông ta đã tập hợp châu Âu hướng tới thị trường chung, và khi được bổ nhậm nhiệm kỳ 2, ông ta bắt đầu thúc đẩy các người Âu hướng tới các mục tiêu nhiều tham vọng hơn của liên minh kinh tế, tiền tệ và chính trị."
Người kế vị Delors là Jacques Santer. Tuy nhiên, toàn bộ Ủy ban Santer đã bị Nghị viện buộc phải từ chức năm 1999 vì bị cáo buộc gian lận. Đây là lần đầu mà một ủy ban bị buộc phải từ chức toàn bộ. Tuy nhiên, Ủy ban Santer đã tiến hành công trình về Hiệp ước Amsterdam và đồng euro.

### Các ủy ban Prodi và Barroso
Romano Prodi kế vị Santer. Hiệp ước Amsterdam đã tăng quyền của Ủy ban và Prodi đã được báo chí đặt tên cho là cái gì đó giống như một thủ tướng. Các quyền lại được củng cố thêm bởi Hiệp ước Nice năm 2001, cho chủ tịch nhiều quyền hơn đối với thành phần ủy ban.
Năm 2004 José Manuel Barroso trở thành chủ tịch ủy ban, tuy nhiên một lần nữa Nghị viện lại tự khẳng định quyền của mình khi bác chức ủy viên đề nghị của Ủy ban Barroso. Do sự chống đối, Barroso đã buộc phải cải tổ ủy ban của mình trước khi nhậm chức. Ủy ban Barroso cũng là ủy ban đầy đủ đầu tiên, từ khi mở rộng năm 2004 tới 25 ủy viên, khi trước số ủy viên vào cuối nhiệm kỳ Ủy ban Prodi đã đạt tới 30. Do kết quả của việc tăng nước thành viên, Hiệp ước Amsterdam đưa ra việc giảm ủy viên: mỗi nước thành viên chỉ cử 1 ủy viên (trước kia nước lớn được cử 2 ủy viên).

## Các quyền và chức năng

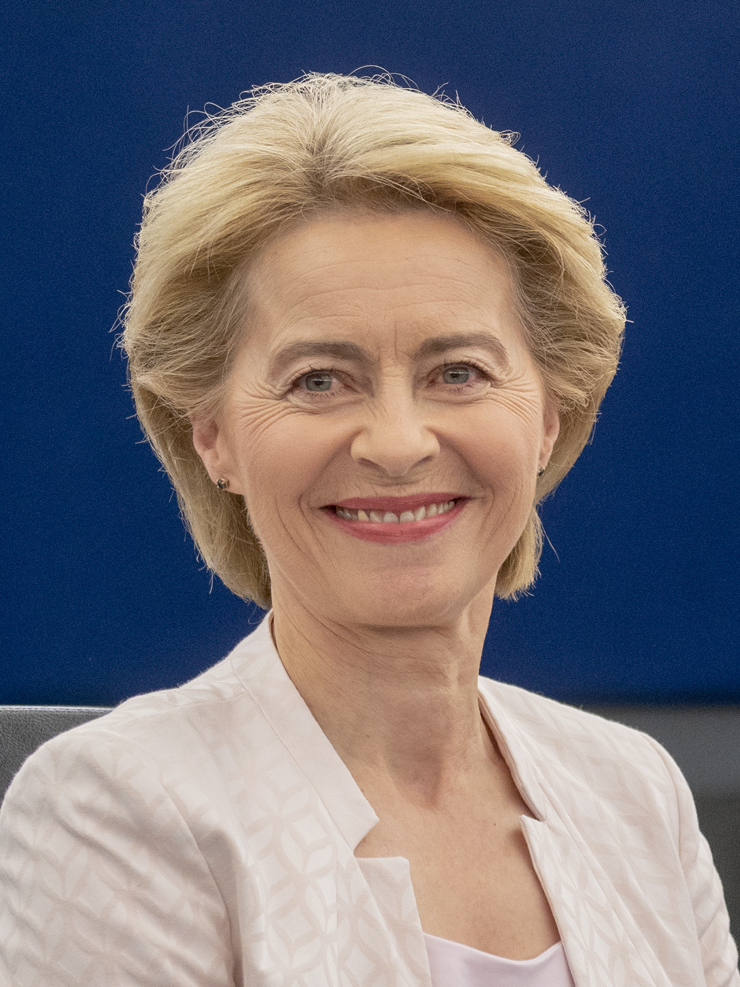
Chủ tịch đương nhiệm Ursula von der Leyen

Ủy ban được lập ra từ đầu để hoạt động như một chính quyền độc lập siêu quốc gia, tách riêng khỏi các chính phủ; nó được mô tả như "cơ quan duy nhất dành cho việc suy nghĩ tới châu Âu". Các ủy viên được các chính phủ của các nước thành viên bổ nhiệm, mỗi nước một ủy viên, tuy nhiên các ủy viên này buộc phải hành động cách độc lập  –  trung lập, không phụ thuộc vào các ảnh hưởng khác như ảnh hưởng của chính phủ đã bổ nhiệm mình. Điều này trái ngược với Hội đồng, đại diện cho chính phủ của mình, và Nghị viện, đại diện cho các công dân châu Âu và Ban Kinh tế Xã hội, mà hiệp ước nói là đại diện cho 'xã hội dân sự có tổ chức'.

### Quyền hành pháp
Quyền hành pháp của Liên minh do Hội đồng nắm giữ: hội đồng trao cho Ủy ban một số quyền để hành động. Tuy nhiên, Hội đồng có thể rút lại các quyền này, tự mình trực tiếp hành động, hoặc áp đặt các điều kiện trên việc sử dụng chúng. Các quyền này được phác thảo ở các điều 211–219 của Hiệp ước Cộng đồng châu Âu và bị hạn chế nhiều hơn quyền hành pháp quốc gia, một phần do Ủy ban thiếu quyền về các lãnh vực như Chính sách đối ngoại và an ninh chung –  quyền này do Hội đồng châu Âu nắm, mà một số phân tích đã mô tả như quyền hành pháp khác.
Xem xét điều này trong Hiệp ước Lisbon Hội đồng châu Âu là một cơ quan thể chế chính thức có quyền bổ nhiệm Ủy ban, có thể nói rằng 2 cơ quan nắm quyền hành pháp của Liên minh (Hội đồng châu Âu cũng nắm các quyền hành pháp quốc gia riêng). Tuy nhiên, chính Ủy ban nắm quyền hành pháp trên Cộng đồng châu Âu. Các quyền cai quản của Ủy ban giống như điều mà cựu thủ tướng Bỉ Guy Verhofstadt đã đề nghị thay đổi tên gọi của chúng thành "Chính phủ châu Âu", gọi tên hiện nay của ủy ban là: "buồn cười".

### Sáng kiến lập pháp
Ủy ban khác với các cơ quan thể chế khác ở chỗ riêng mình nó có sáng kiến lập pháp trong các 'trụ cột' của Liên minh châu Âu, có nghĩa là chỉ Ủy ban mới có thể đưa ra các đề nghị chính thức về lập pháp –  dự luật không thể do ngành lập pháp chính thức đưa ra. Ủy ban chia sẻ quyền này với Hội đồng về trụ cột Chính sách đối ngoại và an ninh chung, nhưng không có quyền về Việc hợp tác Tư pháp và Cảnh sát trong các vấn đề tội phạm. Tuy nhiên trong Cộng đồng, thì Hội đồng và Nghị viện có thẩm quyền đề nghị lập pháp; trong phần lớn các trường hợp, Ủy ban đề xưóng phần căn bản của các đề nghị này, độc quyền này được dành cho ủy ban để bảo đảm việc dự thảo Luật Liên minh châu Âu được phối hợp chặt chẽ và mạch lạc. Độc quyền này đã bị một số người chống lại, họ đòi hỏi Nghị viện cũng phải có quyền này, với phần lớn Nghị viện quốc gia nắm quyền trong một số phương diện. Trong Hiệp ước Lisbon, các công dân Liên minh châu Âu cũng có quyền yêu cầu Ủy ban làm luật trong một lãnh vực thông qua nột thỉnh nguyện thư có 1 triệu chữ ký, nhưng Ủy ban không bị buộc phải tuân theo.
Các quyền đề nghị luật của Ủy ban thường tập trung vào việc chỉnh đốn kinh tế. Ủy ban đã đề xuất nhiều điều chỉnh dựa trên "nguyên tắc phòng ngừa". Điều này có nghĩa là việc điều chỉnh chặn trước sẽ xảy ra nếu có một nguy cơ cho môi trường hoặc sức khỏe con người: ví dụ xử lý việc biến đổi khí hậu và hạn chế sinh vật biến đổi di truyền (GMO). Điều này trái với các điều chỉnh phụ cấp thêm cho các ảnh hưởng trên tác động trên kinh tế. Như thế, Ủy ban đã đưa ra các điều chỉnh nghiêm ngặt hơn các nước khác. Do tầm cỡ (lớn) của thị trường châu Âu nên trên thực tế đã làm cho Ủy ban trở thành người điều chỉnh thị trường toàn cầu.
Gần đây Ủy ban đã đi vào việc thành lập Luật tội phạm châu Âu. Năm 2006, một vụ làm đổ chất độc ngoài bờ biển Bờ Biển Ngà từ một tàu của châu Âu, đã thúc đẩy Ủy ban nhìn vào việc lập pháp chống việc thải chất độc ra môi trường. Quyền đề nghị luật tội phạm đã bị phản đối ở Tòa án Cộng đồng châu Âu, nhưng được duy trì. Năm 2007, một đề nghị luật chống tội phạm khác được xúc tiến là Chỉ thị đề nghị các biện pháp chống tội phạm nhằm bảo đảm việc bắt tôn trọng các quyền sở hữu trí tuệ, và một tu chính quyết định khung chống khủng bố năm 2002, đặt ra ngoài vòng pháp luật việc xúi giục hành động liên quan tới khủng bố, việc tuyển mộ (đặc biệt thông qua internet) và việc huấn luyện (quân khủng bố).

### Việc buộc tuân theo
Một khi luật pháp đã được Hội đồng và Nghị viện thông qua, thì Ủy ban có trách nhiệm bảo đảm việc thi hành, thông qua các nước thành viên hoặc qua các cơ quan của Liên minh. Trong chấp nhận các biện pháp kỹ thuật cần thiết, thì Ủy ban được trợ giúp bởi các ban do các đại diện của các nước thành viên lập ra (một phương pháp mà tiếng lóng gọi là "comitology"). Ngoài ra, Ủy ban còn chịu trách nhiệm thi hành Ngân sách Liên minh châu Âu, cùng với Tòa Kiểm toán, bảo đảm là quỹ của Liên minh được chi tiêu chính xác.
Đặc biệt, Ủy ban có bổn phận bảo đảm các hiệp ước và luật được duy trì, bằng cách đưa các nước thành viên hoặc các cơ quan vi phạm ra trước Tòa án Cộng đồng châu Âu để xét xử. Vai trò này thường được biết đến không chính thức dưói tên "người canh gác các hiệp ước". Cuối cùng, Ủy ban cũng có một số vai trò đại diện đối ngoại cho Liên minh, như đại diện trong các tổ chức như WTO chẳng hạn. Chủ tịch Ủy ban cũng thường dự các cuộc họp của G8.

## Đoàn ủy viên
Ủy ban gồm có một đoàn ủy viên 27 người, kể cả Chủ tịch và Phó chủ tịch. Mặc dù mỗi ủy viên do mỗi chính phủ quốc gia bổ nhiệm, họ không đại diện cho quốc gia của mình trong Ủy ban (tuy nhiên trong thực tế, thỉnh thoảng họ cũng làm áp lực cho quyền lợi quốc gia của mình)). Chủ tịch trao các bộ cho các ủy viên đảm nhiệm. Quyền của ủy viên phần lớn tùy thuộc vào bộ mà mình phụ trách, và có thể thay đổi theo thời gian. Trước khi Ủy ban đảm nhận nhiệm vụ, toàn bộ đoàn ủy viên phải được Nghị viện chấp thuận.

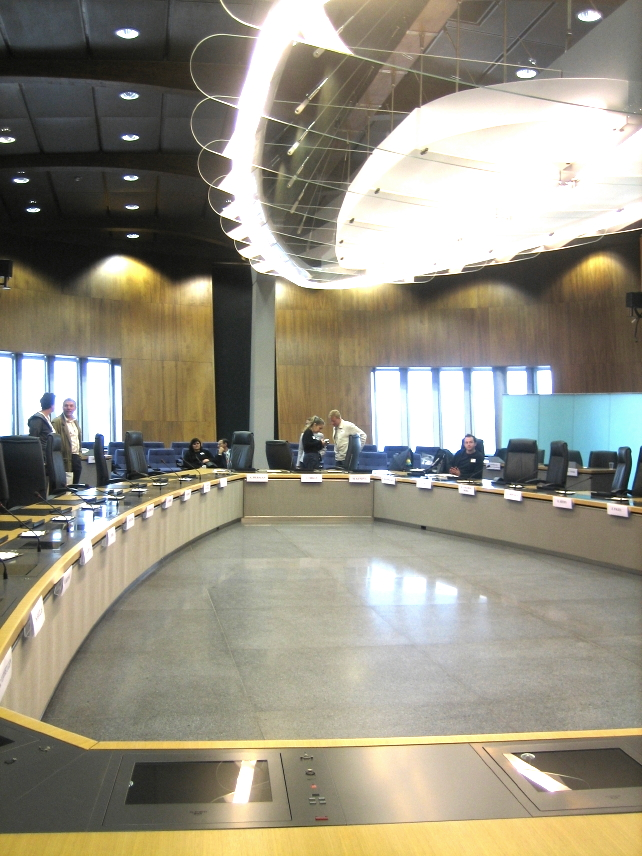
Tầng 13 của tòa nhà Berlaymont, phòng họp của Ủy ban

## Tổ chức
Ủy ban có cơ sở chủ yếu ở Bruxelles, với văn phòng của chủ tịch và phòng họp của ủy ban ở tầng lầu 13 trong tòa nhà Berlaymont. Ủy ban cũng hoạt động tại các trụ sở bên ngoài thành phố Bruxelles và ở thành phố Luxembourg. Khi Nghị viện châu Âu họp ở Strasbourg, các ủy viên Ủy ban châu Âu cũng tới đây họp tại trụ sở của Nghị viện trong tòa nhà gọi là tòa nhà Winston Churchill để dự các cuộc thảo luận của Nghị viện. Ủy ban chia thành các ban như Nha Tổng giám đốc (DGs) có thể giống như các Nha hoặc Bộ. Mỗi Nha phụ trách một lãnh vực chính sách riêng, chẳng hạn Quan hệ đối ngoại, và do Tổng giám đốc đứng đầu, chịu trách nhiệm trước ủy viên Ủy ban châu Âu. Một Bộ của một ủy viên có thể được nhiều Nha Tổng giám đốc trợ giúp. Các Nha này chuẩn bị các đề nghị cho ủy viên và nếu được chấp thuận, thì sẽ đệ trình lên Nghị viện và Hội đồng để cứu xét.
Theo các con số do Ủy ban ấn hành, thì tháng 4/2007 Ủy ban sử dụng 23.043 nhân viên chính thức và tạm thời. Ngoài ra, còn 9.019 nhân viên hợp đồng nữa. Tổng Nha lớn nhất là Tổng nha Dịch thuật, với biên chế 2.186 nhân viên, trong khi nhóm nhân viên lớn nhất tính theo quốc tịch là người Bỉ (21.4%). Các nhân viên phục vụ trong Ủy ban do Nha Tổng thư ký của Ủy ban điều khiển, hiện nay bà Catherine Day làm Tổng thư ký.